# Johan Nyström
Johan Olof Nyström (* 16. November 1975 in Sollefteå) ist ein ehemaliger schwedischer Schwimmer. Er gewann bei Kurzbahnweltmeisterschaften eine Goldmedaille und eine Bronzemedaille.

## Sportliche Karriere
Der 1,81 Meter große Nyström startete für Sundsvalls Simsällskap.
Im April 1999 bei den Kurzbahnweltmeisterschaften in Hongkong siegte die australische 4-mal-100-Meter-Freistilstaffel vor den Niederländern und der schwedischen Mannschaft mit Daniel Carlsson, Mattias Ohlin, Lars Frölander und Dan Lindström. Für seinen Einsatz im Vorlauf erhielt auch Nyström eine Bronzemedaille.
Im März 2000 bei den Kurzbahnweltmeisterschaften in Athen erschwamm die 4-mal-100-Meter-Freistilstaffel in der Besetzung Johan Nyström, Lars Frölander, Mattias Ohlin und Stefan Nystrand Gold und hatte fast anderthalb Sekunden Vorsprung vor dem Quartett aus den Vereinigten Staaten. Im Juli bei den Europameisterschaften in Helsinki schied die schwedische 4-mal-100-Meter-Freistilstaffel mit Johan Wallberg, Stefan Nystrand, Johan Nyström und Anders Lyrbring als Vorlaufzehnte aus. Bei den Olympischen Spielen in Sydney belegten Stefan Nystrand, Lars Frölander, Mattias Ohlin und Johan Nyström den sechsten Platz in der 4-mal-100-Meter-Freistilstaffel.